# Municipio de Świdnica (Baja Silesia)
El municipio de Świdnica es un municipio rural del voivodato de Baja Silesia (Polonia). Tiene una población estimada, en 2023, de 17 050 habitantes.
Está ubicado en el distrito homónimo.

## Geografía
Se encuentra en el suroeste del país y su sede administrativa está en la ciudad de Świdnica, aunque la localidad no forma parte del municipio y tiene una administración independiente.
Limita al norte con los municipios de Jaworzyna Śląska y Żarów, al este con los municipios de Marcinowice y Dzierżoniów, al sur con los municipios de Pieszyce y Walim, y al oeste con las ciudades de Wałbrzych y Świebodzice.
Tiene una superficie total de 207.84 km².

## Localidades
En el territorio municipal se encuentran las siguientes localidades:
- Bojanice
- Boleścin
- Burkatów
- Bystrzyca Dolna
- Bystrzyca Górna
- Gogołów
- Grodziszcze
- Jagodnik
- Jakubów
- Komorów
- Krzczonów
- Krzyżowa
- Lubachów
- Lutomia Dolna
- Lutomia Górna
- Makowice
- Miłochów
- Modliszów
- Mokrzeszów
- Niegoszów
- Opoczka
- Panków
- Pogorzała
- Pszenno
- Słotwina
- Stachowice
- Sulisławice
- Wieruszów
- Wilków
- Wiśniowa
- Witoszów Dolny
- Witoszów Górny
- Zawiszów

Además incluye las localidades sin estatus de aldea de Mała Lutomia y Stachowiczki.